# Campionat de Catalunya de bàsquet masculí 1948-1949
El Campionat de Catalunya de bàsquet 1948-1949 fou la vint-i-quatrena edició de la competició. Se celebrà des del 3 d'octubre de 1948 fins al 17 d'abril de 1949 i fou organitzada per la Federació Catalana de Basquetbol. En la Primera divisió, hi participaren setze equips, destacant els participants habituals de la competició com el FC Barcelona, vigent campió, el Club Joventut Badalona, la UE Montgat, entre d'altres.
La competició es disputà en format de fase regular a doble volta, un partit com a local i l'altre com a visitant, amb un total de vint-i-dues jornades. La classificació final s'establí d'acord amb els punts totals obtinguts per cada participant en finalitzar el campionat. Els equips obtingueren dos punts per cada victòria i un punt per cada derrota.
Es proclamà campió el Club Joventut Badalona amb vint victòries i dues derrotes i aconseguí el seu primer títol de Campionat de Catalunya.

## Clubs participants
- Círcol Catòlic Badalona
- FC Barcelona
- Bàsquet Institució Montserrat
- JACE Calella
- Club Bàsquet Cornellà
- Gimnàstic de Tarragona
- Centre Catòlic Hospitalet
- Club Joventut Badalona
- Club Esportiu Laietà
- Club Bàsquet Mollet
- Unió Esportiva Montgat
- Club Bàsquet Sant Josep

## Taula de resultats
| Casa \ Fora            | CCB   | FCB   | BIM   | CAL   | COR   | GIM   | CCH   | CJB   | LAI   | MLL   | MON   | SJB   |
| ---------------------- | ----- | ----- | ----- | ----- | ----- | ----- | ----- | ----- | ----- | ----- | ----- | ----- |
| CC Badalona            | —     | 23–25 | 32–43 | 34–42 | 51–38 | 31–34 | 19–16 | 28–63 | 42–26 | 32–40 | 36–42 |       |
| FC Barcelona           | 65–26 | —     | 41–27 | 42–25 | 23–13 | 46–12 | 81–20 | 34–36 |       | 45–27 | 51–26 | 32–22 |
| BIM                    | 37–31 | 24–34 | —     | 38–27 | 30–27 | 28–25 | 38–35 | 34–40 | 30–28 | 39–37 | 25–38 | 34–38 |
| JACE Calella           | 38–19 | 33–57 | 56–22 | —     | 62–35 | 41–29 |       | 27–44 | 37–24 | 31–35 | 50–35 | 27–31 |
| CB Cornellà            | 37–34 | 27–44 | 37–35 | 41–42 | —     | 57–45 | 29–25 | 32–37 | 37–22 | 37–40 | 38–41 | 29–26 |
| Gimnàstic de Tarragona | 29–24 | 29–37 |       | 22–48 |       | —     | 33–20 | 35–36 |       |       | 45–46 | 22–19 |
| CC Hospitalet          | 23–22 |       | 34–27 | 21–37 | 15–32 | 22–26 | —     | 25–34 | 19–22 | 30–32 | 21–28 | 20–28 |
| Joventut Badalona      | 51–14 | 31–29 | 44–34 | 62–22 | 81–28 | 42–30 | 59–22 | —     | 75–24 | 63–40 | 28–31 | 46–34 |
| CE Laietà              | 33–37 | 26–54 | 38–47 | 41–29 | 23–32 | 26–30 | 25–26 | 25–53 | —     | 40–41 | 38–42 | 25–48 |
| CB Mollet              | 27–31 | 30–34 | 37–15 | 25–37 | 59–30 | 48–44 | 40–24 | 33–27 | 52–26 | —     | 33–27 | 40–43 |
| UE Montgat             | 56–36 | 26–31 | 47–32 | 34–37 | 38–29 | 54–34 | 32–26 | 28–32 | 43–26 | 49–43 | —     | 28–20 |
| CB Sant Josep          | 20–13 | 24–40 | 19–26 | 36–35 | 31–23 | 38–18 | 28–23 | 30–41 | 26–25 | 24–26 | 23–21 | —     |

## Classificació general
| Pos | Equip                  | PJ | G  | P  | PF   | PC  | DP   | Pts | Classificació o descens              |
| --- | ---------------------- | -- | -- | -- | ---- | --- | ---- | --- | ------------------------------------ |
| 1   | Joventut Badalona      | 22 | 20 | 2  | 1025 | 606 | +419 | 42  | Classificats pel Campionat d'Espanya |
| 2   | FC Barcelona           | 22 | 18 | 4  | 0    | 0   | 0    | 40  | Classificats pel Campionat d'Espanya |
| 3   | UE Montgat             | 22 | 16 | 6  | 812  | 734 | +78  | 38  | Classificats pel Campionat d'Espanya |
| 4   | CB Mollet              | 22 | 14 | 8  | 0    | 0   | 0    | 36  |                                      |
| 5   | JACE Calella           | 22 | 13 | 9  | 0    | 0   | 0    | 35  |                                      |
| 6   | CB Sant Josep          | 21 | 12 | 9  | 0    | 0   | 0    | 33  |                                      |
| 7   | BIM                    | 22 | 10 | 12 | 0    | 0   | 0    | 32  |                                      |
| 8   | Gimnàstic de Tarragona | 22 | 8  | 14 | 0    | 0   | 0    | 30  |                                      |
| 9   | CB Cornellà            | 22 | 8  | 14 | 0    | 0   | 0    | 30  |                                      |
| 10  | CC Badalona            | 21 | 5  | 16 | 0    | 0   | 0    | 26  |                                      |
| 11  | CC Hospitalet          | 20 | 3  | 17 | 0    | 0   | 0    | 23  |                                      |
| 12  | CE Laietà              | 22 | 2  | 20 | 0    | 0   | 0    | 24  |                                      |

| Campió de Catalunya de bàsquet 1948-49 |
| -------------------------------------- |
| Club Joventut Badalona Primer títol    |